# Ózd
Ózd je město v Maďarsku, v župě Borsod-Abaúj-Zemplén na severu země (u hranic se Slovenskem). Je to druhé největší město v celé župě. Nachází se 45 km severozápadně od regionální metropole Miškovce. V roce 2014 zde žilo 33 944 obyvatel. Vzniklo v rovině na soutoku potoků Hangony a Uraj. 

## Historie
První písemná zmínka o obci pochází z roku 1272 v podobě Ovzd. V závěru 19. století se zde rozvinulo úspěšně ovocnářství. Vesnice se rozvíjela po obou stranách potoka, který protékal jeho hlavní návsí (v lokalitě dnešní ulice Bély Bartóka). Tuto skutečnost zaznamenaly mapy prvního (josefinského) mapování z konce 18. století. Na návrší jihozápadně od obce stál kostel.
Většinu obyvatel města živí těžký průmysl. Průmyslová tradice města nicméně sahá až do dob existence Rakousko-Uherska. Už v roce 1846 zde bylo rozhodnuto o výstavbě hutí. Zakladatelem tehdejší továrny byl průmyslník Tivadar Rombauer. Vznik průmyslu se uskutečnil těsně před revolučním rokem 1848, kdy zde došlo k rabování a ničení. Až do roku 1881 představovala místní ocelárna samostatný závod, poté se stala součástí podniku s názvem Rimamurány-Salgótarján Vasmu.
V závěru 19. století století již mapy druhého a třetího vojenského mapování popisovaly existenci malého sídla, které leželo jižně od továrny (maďarsky gyár). Původní obec (dnes označována jen jako Falu, tedy vesnice), nebyla ještě stavebně propojena s novým Ózdem (dnes se zde nachází místní část Újtelep). Počet obyvatel sídla překročil do první světové války dvanáct set lidí. Většina z nich pracovala v továrně, malá část se věnovala obchodu a malá také zemědělství na okolních polích, kde byla nicméně jen málo úrodná půda. Železniční trať tehdy nekončila v městě, ale pokračovala ještě dále údolím řeky do hor až k obci Zsoberkó, kde se nacházely doly.
V letech 1913 až 1915 zde vyrostlo sídliště Velká Amerika (maďarsky Nagyamerika), které bylo určeno pro úředníky a výše postavené pracovníky továrny, a které bylo oddělené od ostatních dělnických kolonií. Ty vznikaly nejen v Ózdu, ale i v okolních obcích, které se začaly podstatněji rozšiřovat. Vedení továrny se nicméně snažilo zlepšovat postupně podmínky pro dělníky, proto zde na začátku 20. století např. vyrostla nemocnice nebo i plavecký bazén.
Druhá světová válka znamenala velký požadavek na vojenskou výrobu, kterou Ózd dokázal se svým průmyslem poměrně úspěšně uspokojit. Do roku 1941 již původní továrnu obklopovalo (dle maďarských vojenských map z roku 1941) několik ulic s rodinnými domy. Vznikla například i místní část s názvem Velencetelep. V této době existovala i vlečka do dolů u obce Farkaslyuk a tato trať procházela přímo starým Ózdem.

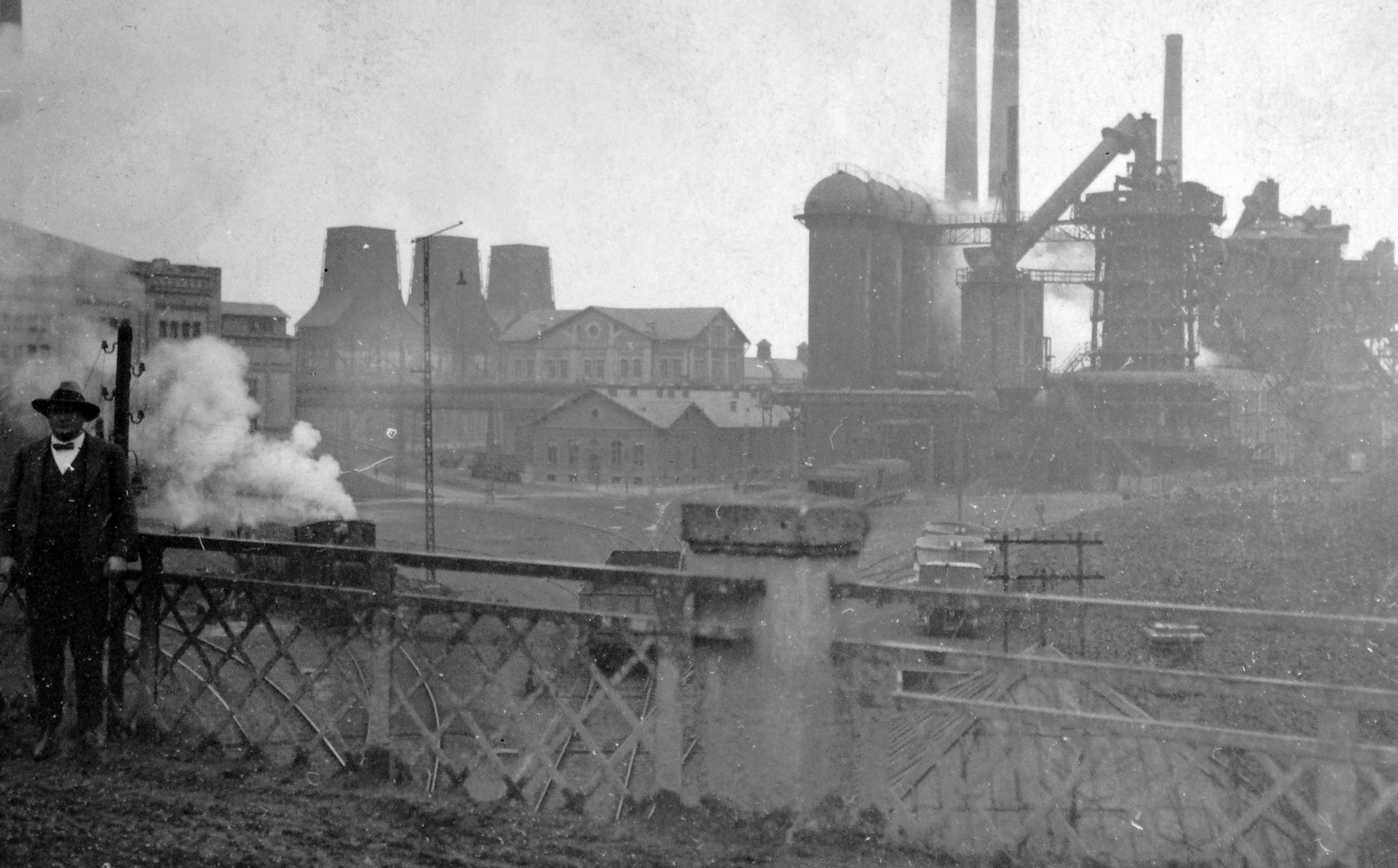
Průmyslový závod v roce 1926.

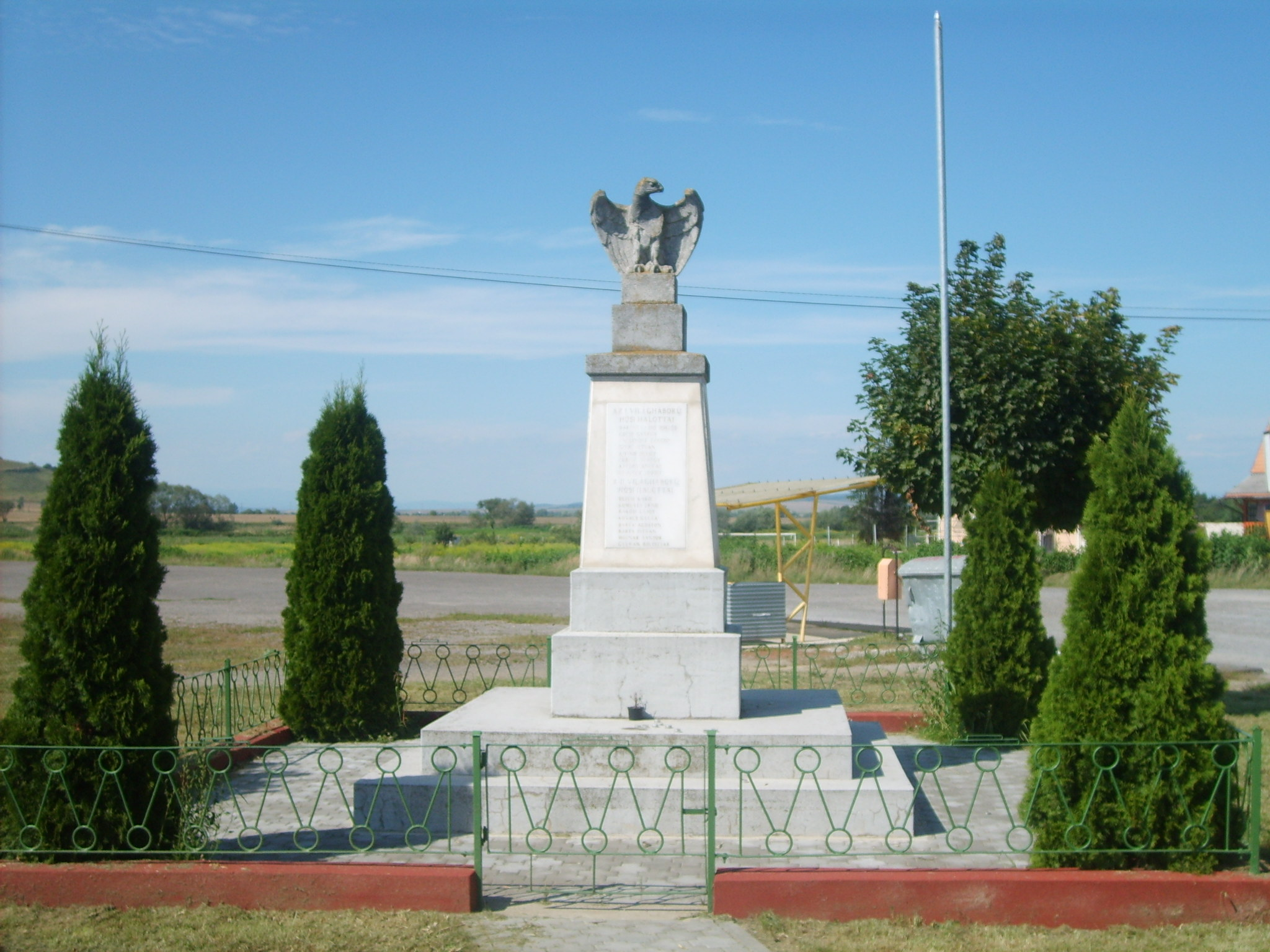
Památník ve středu města.

Po druhé světové válce nicméně padlo rozhodnutí o vybudování moderního města. Dynamický rozvoj si také vyžádal připojení několika sousedních vesnic (Bolyok a Sajóvárkony, uskutečněno roku 1940). V roce 1949 získal Ózd městská práva, do té doby byl jen velkou vesnicí. Město bylo symbolem socialistického rozvoje Maďarska, stát jeho modernizaci věnoval značnou péči. a vznikala o něm řada propagandistických[zdroj?] dokumentárních filmů, npař. Szórításban. Místní továrna zaměstnávala v roce 1955 13 tisíc dělníků. Na rozdíl od řady jiných plánovaných měst však Ózd nebyl urbanisticky nikterak důkladněji připraven. Moderní zástavba vznikala přímo vedle továren. Ózd tak neměl nikdy své náměstí ani skutečné centrum; to se nakonec samo vytvořilo v oblasti poblíž továrny. Nová sídliště (Béke telep, Újváros) vyrostla v údolí dalších potoků tam, kde byl dostatek volného místa.
V roce 1978 byla pod město začleněna další místa; mezi ně patří Hodoscsépány, Susa, Szentsimon a Uraj. V této době byly místní průmyslové závody jedny z nejvýznamnějších v celém severním Maďarsku.
Roku 1981 dosáhl počet obyvatel města rekordu (téměř padesáti tisíc). Odlehlost od zbytku země, poloha na hranicích (poblíž Rimavské Soboty u hranic se Slovenskem) a trend deindustrializace v 90. letech 20. století učinil z Ózdu jedno z ekonomicky nejslabších měst v dnešním Maďarsku. Těžký průmysl v Maďarsku se stal nerentabilním již v 80. letech 20. století a již komunistická vláda uvažovala nad jeho transformací.[zdroj?] Velký podnik byl po roce 1989 rozdělen na několik menších. Ty si uvědomily těžkou situaci a začaly propouštět pracovníky. Do roku 1991 bylo bez práce 10 % obyvatel města, a do roku 1993 vzrostla až na 60 % (cca 12 tisíc lidí). Počet obyvatel začal následně klesat, neboť řada místních odešla buď do dalších maďarských měst a nebo do zahraničí hledat lepší obživu. Zasažen byl i lehký průmysl, např. textilní továrna, kde pracovala řada místních žen. Státní podnik zkrachoval na počátku 90. let 20. století. Doly byly uzavřeny a jejich areály zbourány.
Od roku 2005 jsou některé části průmyslového areálu památkově chráněné. Jiné byly zbourány, včetně ikonického areálu s řadou komínů, mezi místními přezdívaného jako katedrála. Původní tratě do dolů, které byly odstraněné, se postupně přestavěly do podoby cyklostezek. Situace s nezaměstnaností se stabilizovala a byla vytvořena nová pracovní místa, nicméně míra nezaměstnanosti u osob s nižším vzděláním zůstávala stále vysoká.
V roce 2013 došlo k odstávce vody pro místní část Ózdu, kterou obývají většinou Romové. To vyvolalo politickou aféru. V Ózdu žije zhruba přes tisíc Romů. Špatné životní podminky ve městě vytvářejí podporu radikálním a pravicovým hnutím, např. straně Jobbik
V souvislosti s energetickou krizí v roce 2022 zvažovala maďarská vláda možnost znovuotevření dolů okolo Ózdu.

## Obyvatelstvo
V roce 2021 zde žilo 31 234	obyvatel, trend je dlouhodobě klesající, nicméně po roce 2010 se pokles zpomalil. V Ózdu žije také početná romská populace. 35,6 % obyvatel se hlásí k Římskokatolické církvi, 7,5 % k reformované, zhruba čtvrtina k žádné náboženské organizaci a čtvrtina odpověděla ve sčítání lidu na otázku zodpovědět.

## Kultura

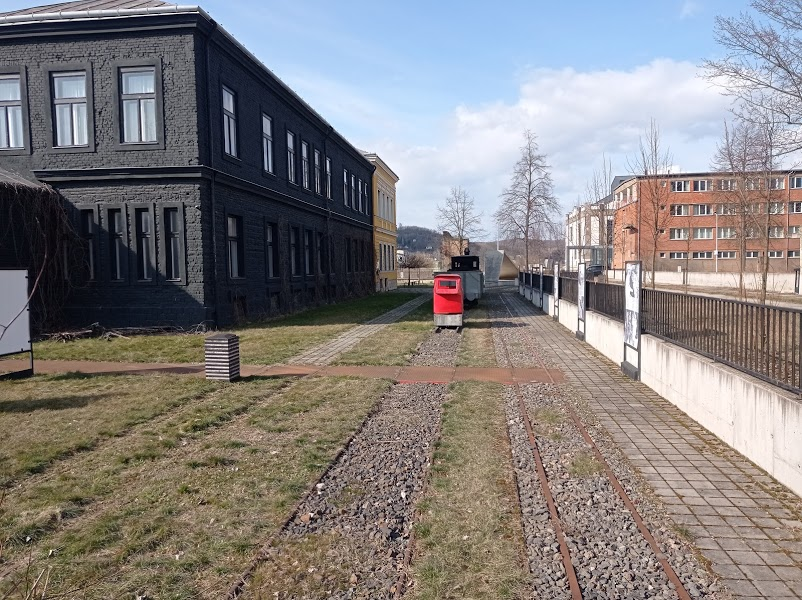
Areál průmyslového muzea.

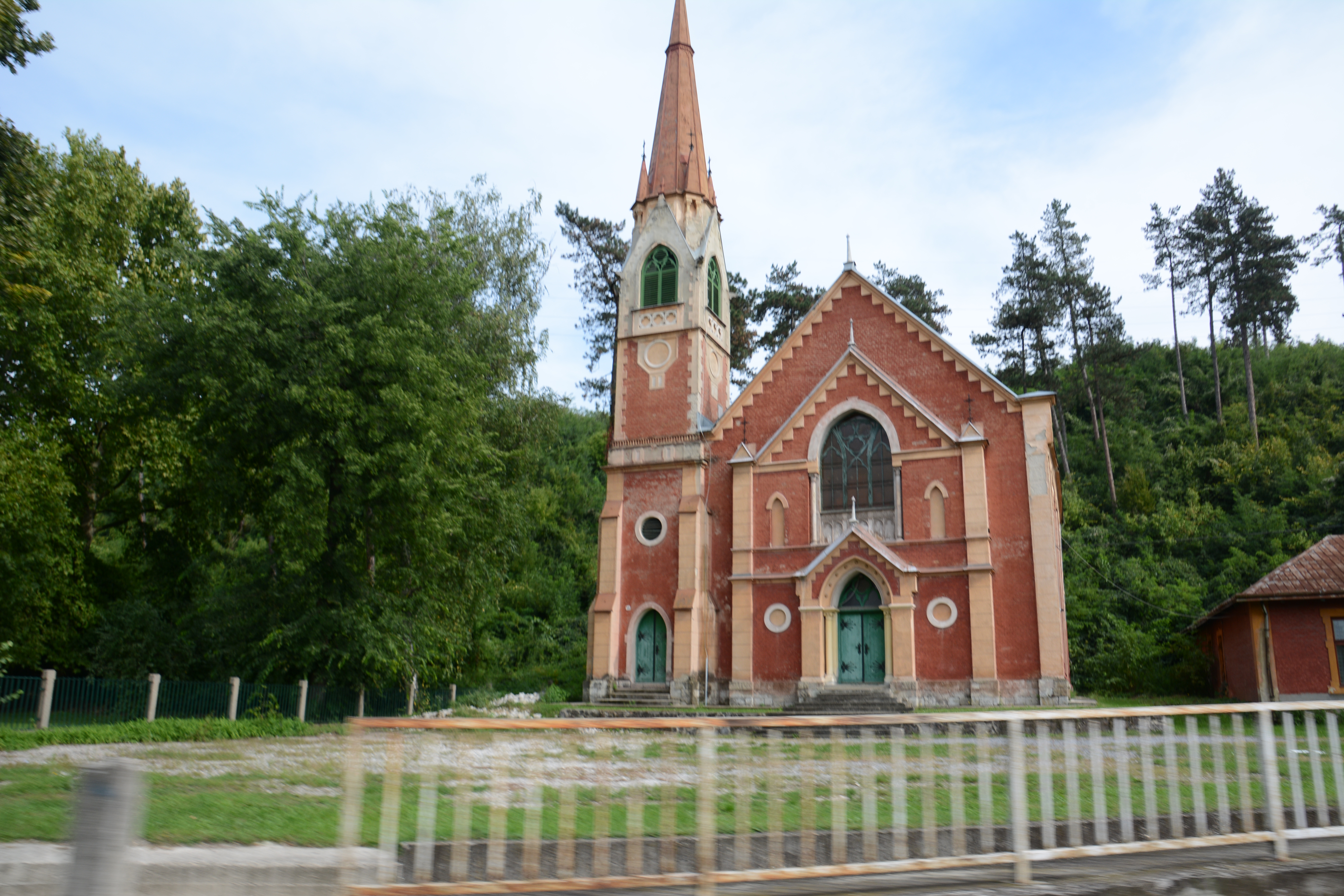
Luteránský kostel.

V Ózdu se nachází městské muzeum, které má sbírku věnující se jednak svému regionu a jednak zpracování železa. Otevřeno bylo roku 1971 a původně spadalo pod místní výrobní závody. Sídlí v budově bývalé školy.
V roce 1884 zde existoval čtenářský spolek, v rámci něhož byla provozována knihovna i pořádána divadelní představení. Po druhé světové válce byl transformován v místní kultruní centrum.
Sídlí zde dále Muzeum průmyslu v přírodě (maďarsky Szabadtéri Néprajzi Múzeum) a zábavní park věnovaný dějinám maďarského filmu.
Ve městě stojí barokní kostel sv. Mikuláše (římskokatolický).

## Zeleň
V lokalitě bývalé obce Bolyok u místního sídliště se nachází Park mládeže (maďarsky Ifjúsági Park) s rozsáhlým koupalištěm. Město svoji severovýchodní stranou přiléhá k slovenské hranici a k národnímu parku Cerová vrchovina. Nedaleko leží také národní park Aggtelek. 
Jižně od města se nachází několik kopců (z toho jeden s rozhlednou), do nichž vedou turistické trasy.

## Doprava

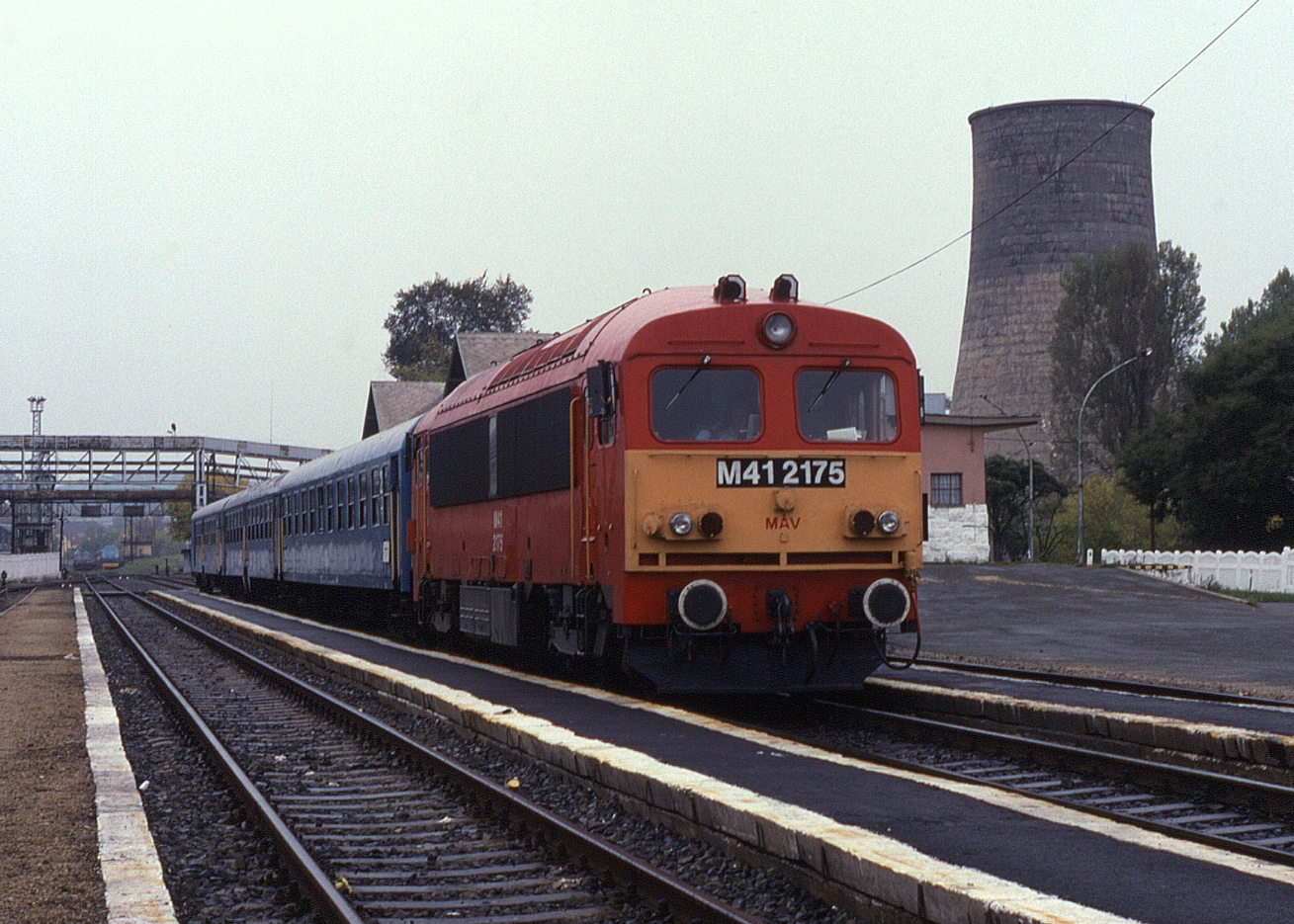
Vlak na nádraží v Ózdu.

Do města vede železniční trať z obce Bánréve (která leží přímo na hranicích se Slovenskem). Kromě toho přes Ózd vede také silnice č. 25 z Egeru. Město Ózd považuje stav dopravního napojení se zbytkem země za nedostatečný a za omezující další rozvoj Ózdu.

## Sport
Do roku 2003 zde působil úspěšný fotbalový tým Ózdi Kohász SE. Ve středu města stojí velký městský stadion a několik dalších sportovišť (např. tenisové kurty). Město má také vlastní sportovní halu, která nese název po Istvánu Márosim.

## Partnerská města
- Hódmezővásárhely, Maďarsko
- Chorzów, Polsko
- Ozd, Rumunsko
- Ózdfalu, Maďarsko
- Rimavská Sobota, Slovensko
- Sânsimion, Rumunsko
- Sânsimion, Rumunsko

## Osobnosti
- Kálmán Szepesi (1930-1992), hráč stolního tenisu
- Zoltán Balog (narozený 1958), politik, biskup
- Gertrúd Stefanek (narozený 1959), šermíř
- Elemér Balázs (narozený 1967), jazzový hudebník
- Borbála Obrusánszky (narozen 1972), historik
- Tamás Jónás (nar. 1973), spisovatel
- Ottó Vincze (nar. 1974), fotbalista
- Petra Vámos (nar. 2000), házenkář
- Milán Tóth (nar. 2002), fotbalista
- Balázs Tóth (nar. 2004), fotbalista